# Enicospilus marocator
Enicospilus marocator är en stekelart som beskrevs av Aubert 1982. Enicospilus marocator ingår i släktet Enicospilus och familjen brokparasitsteklar. Inga underarter finns listade i Catalogue of Life.